# Prapoće
 Prapoće  (olaszul: Praporchie) falu Horvátországban, Isztria megyében. Közigazgatásilag Lanišćéhez tartozik.

## Fekvése
Az Isztriai-félsziget északi részén a Ćićarija-hegység területén, Buzettől 9 km-re északkeletre, községközpontjától 5 km-re északnyugatra egy völgyben fekszik. Itt halad át a Lanišćéből Brestre menő út.

## Története
Prapoće a középkorban a rašpori uradalom része volt. Első írásos említése az 1358-as urbáriumban történt. Az aquileai pátriárka és a goriciai grófok uralma alatt állt. 1394-ben velencei uralom alá került. A település középkori temploma valószínűleg a 15. században épült, ennek helyére építették fel 1784-ben a Szent Kereszt tiszteletére szentelt templomot. A falunak 1857-ben 222, 1910-ben 352 lakosa volt. Lakói főként állattartásból, tejtermelésből éltek. Áruikat főként Triesztben értékesítették. 2011-ben 26 lakosa volt.

## Lakosság
| Lakosság változása | Lakosság változása | Lakosság változása | Lakosság változása | Lakosság változása | Lakosság változása | Lakosság változása | Lakosság változása | Lakosság változása | Lakosság változása | Lakosság változása | Lakosság változása | Lakosság változása | Lakosság változása | Lakosság változása | Lakosság változása |
| ------------------ | ------------------ | ------------------ | ------------------ | ------------------ | ------------------ | ------------------ | ------------------ | ------------------ | ------------------ | ------------------ | ------------------ | ------------------ | ------------------ | ------------------ | ------------------ |
| 1857               | 1869               | 1880               | 1890               | 1900               | 1910               | 1921               | 1931               | 1948               | 1953               | 1961               | 1971               | 1981               | 1991               | 2001               | 2011               |
| 222                | 241                | 283                | 301                | 310                | 352                | 0                  | 0                  | 284                | 250                | 173                | 88                 | 50                 | 41                 | 32                 | 26                 |

## Nevezetességei
Szent Kereszt tiszteletére szentelt temploma 1784-ben épült a régi templom helyén. Egyszerű, egyhajós épület tágas, nyitott előtérrel, felette alacsony nyitott római típusú harangtoronnyal. Legfőbb értéke a 17. században fából faragott oltára közepén a szent kereszttel és négy szent szobrával.